# Piper neesianum
Piper neesianum är en pepparväxtart som beskrevs av C. Dc.. Piper neesianum ingår i släktet Piper och familjen pepparväxter. Inga underarter finns listade i Catalogue of Life.